# Champétières
Champétières est une commune française, située dans le département du Puy-de-Dôme en région Auvergne-Rhône-Alpes.

## Géographie

### Lieux-dits et écarts
Les Besseyres, le Bourg, le Bouy, le Bret, Chabagnat, Chavagnat, le Chalet, le Châtelet, Collangettes, la Frétisse, le Grand Champ, la Grattade, Jarsaillon, le Mas, Notre-Dame de Mons, Pradelles, Préjurade, Susmontargues, Thiolières, le Verdier, Villecourty.
| Le Monestier       |              | Saint-Ferréol-des-Côtes |
|                    | Champétières |                         |
| Chambon-sur-Dolore |              | Marsac-en-Livradois     |

### Climat
Pour des articles plus généraux, voir Climat d'Auvergne-Rhône-Alpes et Climat du Puy-de-Dôme.
En 2010, le climat de la commune est de type climat des marges montargnardes, selon une étude du Centre national de la recherche scientifique s'appuyant sur une série de données couvrant la période 1971-2000. En 2020, Météo-France publie une typologie des climats de la France métropolitaine dans laquelle la commune est exposée à un climat de montagne ou de marges de montagne et est dans la région climatique  Nord-est du Massif Central, caractérisée par une pluviométrie annuelle de 800 à 1 200 mm, bien répartie dans l’année. 
Pour la période 1971-2000, la température annuelle moyenne est de 9,5 °C, avec une amplitude thermique annuelle de 16,1 °C. Le cumul annuel moyen de précipitations est de 988 mm, avec 10,6 jours de précipitations en janvier et 8 jours en juillet. Pour la période 1991-2020, la température moyenne annuelle observée sur la station météorologique de Météo-France la plus proche, « Ambert », sur la commune d'Ambert à 5 km à vol d'oiseau, est de 10,1 °C et le cumul annuel moyen de précipitations est de 860,2 mm,. Pour l'avenir, les paramètres climatiques de la commune estimés pour 2050 selon différents scénarios d'émission de gaz à effet de serre sont consultables sur un site dédié publié par Météo-France en novembre 2022.

## Urbanisme

### Typologie
Au 1er janvier 2024, Champétières est catégorisée commune rurale à habitat très dispersé, selon la nouvelle grille communale de densité à sept niveaux définie par l'Insee en 2022.
Elle est située hors unité urbaine. Par ailleurs la commune fait partie de l'aire d'attraction d'Ambert, dont elle est une commune de la couronne,. Cette aire, qui regroupe 29 communes, est catégorisée dans les aires de moins de 50 000 habitants,.

### Occupation des sols
L'occupation des sols de la commune, telle qu'elle ressort de la base de données européenne d’occupation biophysique des sols Corine Land Cover (CLC), est marquée par l'importance des forêts et milieux semi-naturels (71,8 % en 2018), une proportion sensiblement équivalente à celle de 1990 (71,9 %). La répartition détaillée en 2018 est la suivante : forêts (71,8 %), prairies (20,5 %), zones agricoles hétérogènes (7,7 %). L'évolution de l’occupation des sols de la commune et de ses infrastructures peut être observée sur les différentes représentations cartographiques du territoire : la carte de Cassini (XVIIIe siècle), la carte d'état-major (1820-1866) et les cartes ou photos aériennes de l'IGN pour la période actuelle (1950 à aujourd'hui).

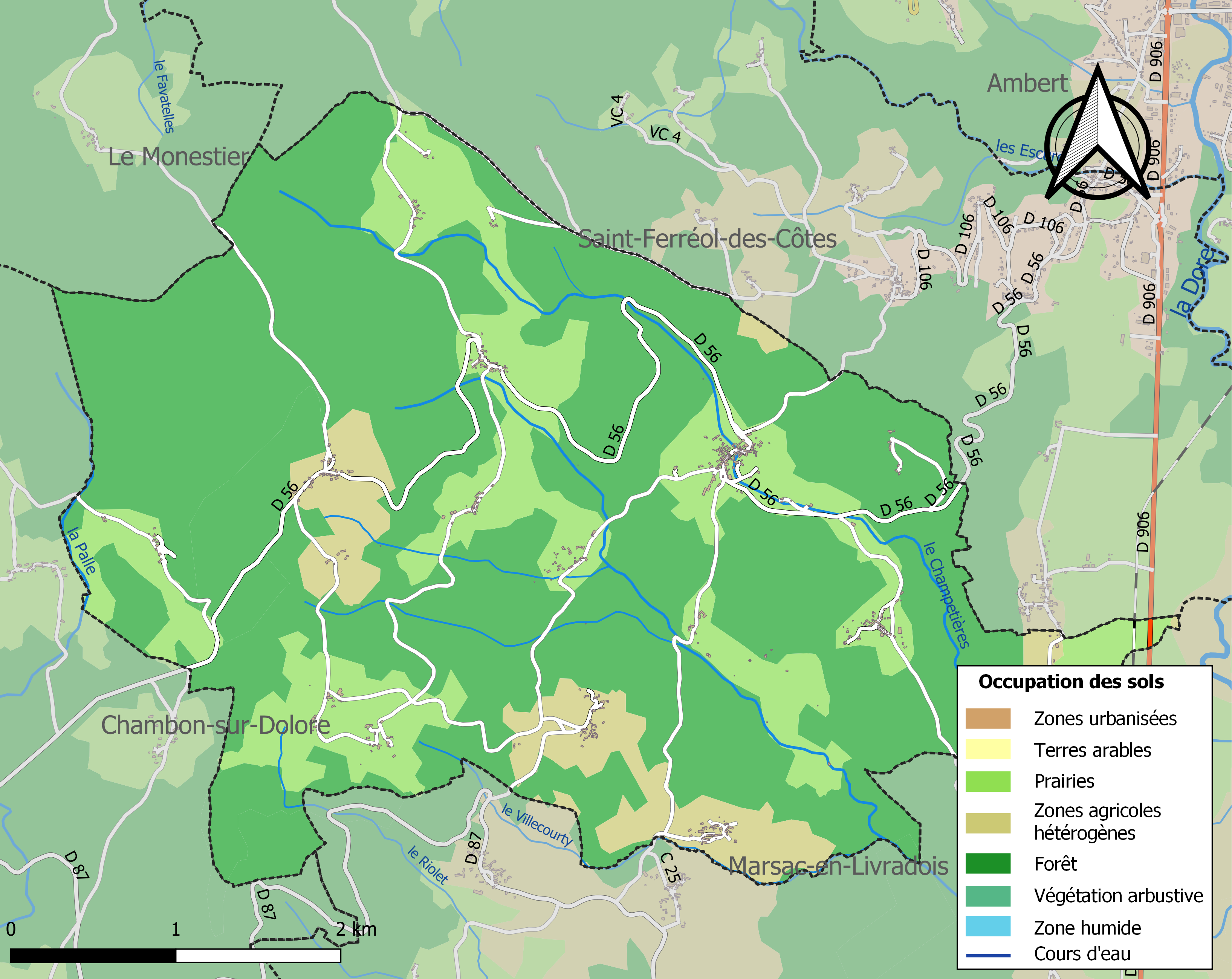
Carte des infrastructures et de l'occupation des sols de la commune en 2018 (CLC).

## Politique et administration
| Période                                  | Période                       | Identité                   | Étiquette | Qualité                |
| ---------------------------------------- | ----------------------------- | -------------------------- | --------- | ---------------------- |
| Les données manquantes sont à compléter. |                               |                            |           |                        |
| 1800                                     | 1813                          | Jean l'Héritier            |           |                        |
| 1813                                     | 1816                          | André l'Héritier           |           |                        |
| 18 février 1816                          | 1821                          | Benoit Collangettes (fils) |           |                        |
| 11 juillet 1821                          | 1832                          | Jacques Taillardat         |           |                        |
| 11 mars 1832                             | 1837                          | Jean-Philippe l'Héritier   |           |                        |
| 31 octobre 1837                          | 1848                          | André l'Héritier           |           |                        |
| 27 septembre 1848                        | 1855                          | Jean Roche                 |           |                        |
| 25 février 1855                          | 1868                          | André Gras                 |           |                        |
| 19 juin 1868                             | 1871                          | Pierre Visseyrias          |           |                        |
| 30 avril 1871                            | 1872                          | André Martin l'Héritier    |           |                        |
| 30 août 1872                             | 1872                          | Jean Roche                 |           |                        |
| 29 octobre 1872                          | 1874                          | André Martin l'Héritier    |           |                        |
| 28 septembre 1874                        | 1878                          | Jean-Baptiste Chapuy       |           |                        |
| 28 janvier 1878                          | 1882                          | René l'Héritier            |           |                        |
| 5 mars 1882                              | 1900                          | Philippe l'Héritier        |           |                        |
| 13 mai 1900                              | 1904                          | Jean Mayet                 |           |                        |
| 15 mai 1904                              | 1929                          | Benoit Ranval              |           |                        |
| 19 mai 1929                              | 1935                          | Joseph Malcurat            |           |                        |
| 17 mai 1935                              | 1938                          | Pierre Gourbeyre           |           |                        |
| 16 mai 1945                              | 1963                          | Elie Debiton               |           |                        |
| 23 novembre 1963                         | 1983                          | Auguste Romuel             |           |                        |
| 25 mars 1989                             | septembre 2006                | André Chassagnon           |           |                        |
| 22 septembre 2006                        | mai 2020                      | Mireille Chartoire         |           |                        |
| mai 2020                                 | En cours (au 21 octobre 2024) | Thierry Vernet,            |           | Responsable de cuisine |

## Population et société

### Démographie
Les habitants de la commune sont appelés les Champetiérois.
L'évolution du nombre d'habitants est connue à travers les recensements de la population effectués dans la commune depuis 1793. Pour les communes de moins de 10 000 habitants, une enquête de recensement portant sur toute la population est réalisée tous les cinq ans, les populations de référence des années intermédiaires étant quant à elles estimées par interpolation ou extrapolation. Pour la commune, le premier recensement exhaustif entrant dans le cadre du nouveau dispositif a été réalisé en 2006.

En 2022, la commune comptait 283 habitants, en évolution de +4,81 % par rapport à 2016 (Puy-de-Dôme : +2,1 %, France hors Mayotte : +2,11 %).
| 1793  | 1800  | 1806  | 1821  | 1831  | 1836  | 1841  | 1846  | 1851  |
| ----- | ----- | ----- | ----- | ----- | ----- | ----- | ----- | ----- |
| 1 381 | 1 393 | 1 446 | 1 457 | 1 539 | 1 504 | 1 463 | 1 467 | 1 488 |

| 1856  | 1861  | 1866  | 1872  | 1876  | 1881  | 1886  | 1891  | 1896  |
| ----- | ----- | ----- | ----- | ----- | ----- | ----- | ----- | ----- |
| 1 414 | 1 333 | 1 296 | 1 273 | 1 221 | 1 203 | 1 204 | 1 111 | 1 053 |

| 1901 | 1906 | 1911 | 1921 | 1926 | 1931 | 1936 | 1946 | 1954 |
| ---- | ---- | ---- | ---- | ---- | ---- | ---- | ---- | ---- |
| 978  | 971  | 915  | 783  | 756  | 687  | 609  | 529  | 434  |

| 1962 | 1968 | 1975 | 1982 | 1990 | 1999 | 2006 | 2011 | 2016 |
| ---- | ---- | ---- | ---- | ---- | ---- | ---- | ---- | ---- |
| 351  | 307  | 247  | 233  | 247  | 258  | 252  | 253  | 270  |

| 2021 | 2022 | - | - | - | - | - | - | - |
| ---- | ---- | - | - | - | - | - | - | - |
| 279  | 283  | - | - | - | - | - | - | - |

## Économie
- Parc zoologique du Bouy (fermé depuis le 27 mars 2015[21]).

## Culture locale et patrimoine

### Lieux et monuments

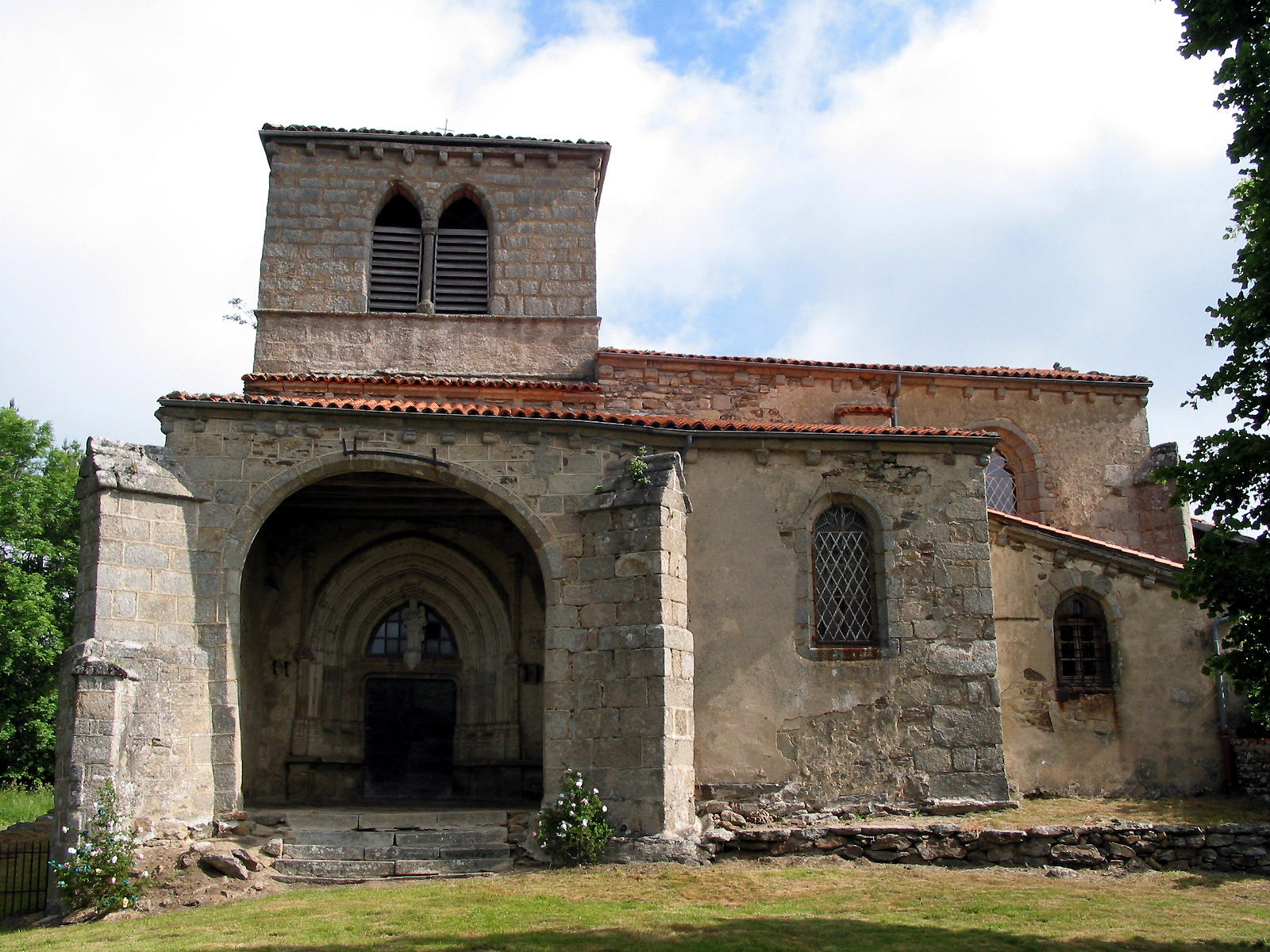
Notre-Dame-de-Mons (XVe siècle).

La commune compte trois monuments historiques :
- l'église Saint-Sébastien, construite au XVe siècle et qui renferme un retable du XVIIe siècle. Elle a été inscrite par arrêté du 11 juin 1990[22] ;
- l'église Notre-Dame-de-Mons, construite également au XVe siècle sur un lieu de pèlerinage attesté dès le XIe siècle. Elle a été inscrite par arrêté du 23 mars 1990[23] ;
- le château du Bouy, maison forte construite au XVIe siècle sur l’emplacement d’un château plus ancien. Il a été inscrit par arrêté du 2 avril 1980 remplacé par l'arrêté du 10 février 2010[24].

### Patrimoine naturel
- La commune de Champétières est adhérente du parc naturel régional Livradois-Forez.